# Thresa Falls
Die Thresa Falls sind ein Wasserfall im Mount-Aspiring-Nationalpark in der Region West Coast auf der Südinsel Neuseelands. In der Haast Range der Neuseeländischen Alpen liegt er unterhalb des 1832 m hohen Corner Post im Lauf des Idle Rivulet, der einige hundert Meter hinter dem Wasserfall in östlicher Fließrichtung in den Waiatoto River mündet. Seine Fallhöhe beträgt 292 Meter.